# 172B busz (Budapest)
A budapesti 172B jelzésű autóbusz Kelenföld vasútállomástól Törökbálintig közlekedett, majd visszatért Kelenföld vasútállomásra az Újligeti lakótelep érintésével. A vonalat a Volánbusz üzemeltette.

## Története
2015. augusztus 31-étől közlekedett a 172-es járat betétjárataként, Kelenföld felé betért az Újligeti lakótelephez. A törökbálinti kört az ellenkező irányban a 173-as busz járta körbe.
2019. május 10-én megszűnt, azóta a  pótlására a Márta utcához a 88-as, 88A, a rövid ideig közlekedett 88B és a csúcsidőben induló 272-es buszok térnek be.

## Útvonala
| Törökbálint vasútállomás felé | Kelenföld vasútállomás felé |
| --- | --- |
| Kelenföld vasútállomás M vá. – Koszorúslány utca – aluljáró – autópálya-bevezető – Budaörs, Garibaldi utca – Sport utcai csomópont – 8105. sz. út – Törökbálint, Raktárvárosi út – Kápolna utca – Sváb tér – Munkácsy Mihály utca – Szent István utca – Kinizsi utca – Károlyi utca – Kazinczy Ferenc utca – Blaha Lujza utca – Köztársaság tér – Bajor Gizi utca – Tó utca – Tó utca, körforgalom – Tó utca – Törökbálint vasútállomás mh. | Törökbálint vasútállomás mh. – Tó utca – Bajcsy-Zsilinszky utca – Géza fejedelem útja – Sváb tér – Kápolna utca – Diósdi út – Hegyalja utca – Márta utca, forduló – Hegyalja utca – Diósdi út – Kápolna utca – Raktárvárosi út – 8105. sz. út – Budaörs, Sport utcai csomópont – autópálya-bevezető – Agip utca – autópálya-bevezető – Budapest, Koszorúslány utca – Kelenföld vasútállomás M vá. |

## Megállóhelyei
Az átszállási kapcsolatok között az Újligeti lakótelepi betérés nélkül közlekedő 172-es busz nincsen jelölve.
| 0                                        | Kelenföld vasútállomás M végállomás | 51 | 19, 49 8E, 40, 40B, 40E, 53, 58, 87, 88, 101B, 101E, 103, 108E, 141, 150, 153, 154, 154B, 173, 187, 188E, 250, 250B, 251, 251A, 272 689, 691, 710, 715, 720, 722, 724, 735, 736, 760, 762, 763, 774, 775, 778 S10 , S12 , Z30 , S36 , S40 , S42 , G43 , IC, EC, sebesvonat, gyorsvonat, nemzetközi gyorsvonat, |
| 2                                        | Sasadi út                           | 50 | 8E, 40, 40B, 40E, 53, 87, 88, 108E, 139, 140, 140A, 142, 150, 153, 154, 173, 187, 188E, 240, 272 1163, 1174, 1175, 1177, 1183, 1185, 1188, 1190, 1205, 1251, 1253, 1256 |
| Budapest–Budaörs közigazgatási határa    |                                     |    | |
| 7                                        | Budaörs, benzinkút                  | 43 | 173, 288 724, 735, 736, 760, 762, 778 1163 |
| Budaörs–Törökbálint közigazgatási határa |                                     |    | |
| 9                                        | Méhecske utca                       | 41 | 140, 142, 173 755, 758 |
| 11                                       | Raktárváros                         | 39 | 2, 2A 140, 142, 173 755, 758 |
| 13                                       | Tükörhegy                           | 37 | 140, 142, 173 755 |
| 15                                       | Bartók Béla utca                    | ∫  | 1, 1B 88, 140, 142, 173, 272 755 |
| 16                                       | Munkácsy Mihály utca (hősi emlékmű) | ∫  | 1, 1B 88, 140, 142, 173, 272 755 |
| 17                                       | Harangláb                           | ∫  | 1, 1B 88, 140, 142, 173, 272 755 |
| 19                                       | Ady Endre utca                      | ∫  | 140, 142 |
| 20                                       | Őszibarack utca                     | ∫  | 140, 142 |
| 21                                       | Széchenyi tér                       | ∫  | 756 |
| 22                                       | Idősek otthona                      | ∫  | 1B 88, 173 756 |
| 23                                       | Köztársaság tér                     | ∫  | 1B 88, 173 756 |
| 24                                       | Kerekdomb utca                      | ∫  | 1B 88, 173 |
| ∫                                        | Diósdi út                           | 35 | 1, 1B |
| ∫                                        | Liliom utca                         | 34 | 1, 1B |
| ∫                                        | Márta utca                          | 33 | 1, 1B |
| ∫                                        | Nyár utca                           | 30 | 1, 1B, 2, 2A 88, 173, 272 755 |
| ∫                                        | Deák Ferenc utca                    | 28 | 1B 88, 173, 272 |
| ∫                                        | Jókai Mór utca                      | 27 | 1B 88, 173, 272 |
| ∫                                        | Vasút utca                          | 26 | 1B 88, 173, 272 |
| 25                                       | Törökbálint vasútállomás            | 25 | 1B 88, 173, 272 756 S10 , S12 |